# Bơi lội tại Thế vận hội Mùa hè 2020
Các cuộc thi bơi lội tại Thế vận hội Mùa hè 2020 ở Tokyo sẽ diễn ra từ ngày 25 tháng 7 đến ngày 6 tháng 8 năm 2020 tại Trung tâm Thể thao dưới nước Olympic. Cuộc đua marathon 10 km trên mặt nước dành cho nữ sẽ được tổ chức vào ngày 5 tháng 8, với cuộc đua của nam sẽ diễn ra sau đó 2 ngày (7 tháng 8) tại Công viên Hải dương Odaiba. Do đại dịch COVID-19, các trận thi đấu đã bị hoãn lại đến năm 2021. Tuy nhiên, tên chính thức của chúng vẫn giữ nguyên là Thế vận hội Mùa hè 2020 với các sự kiện bơi lội được tổ chức từ ngày 24 tháng 7 đến ngày 1 tháng 8 năm 2021 và bơi marathon diễn ra từ ngày 4 đến 5 tháng 8 năm 2021.
Môn bơi sẽ có tổng số kỷ lục là 37 nội dung (18 nội dung cho mỗi giới và 1 nội dung hỗn hợp), với sự bổ sung của 800 m tự do nam, 1500 m tự do nữ và tiếp sức hỗn hợp 4 × 100 m hỗn hợp.

## Các nội dung
Môn bơi lội tại Thế vận hội năm 2020 sẽ có tổng cộng 37 môn thi đấu (18 môn dành cho nam và nữ và 1 môn hỗn hợp), trong đó có hai cuộc thi marathon 10 km trên mặt nước. Con số này tăng nhẹ so với 34 sự kiện được tranh tài trong Thế vận hội Olympic trước đó. Các sự kiện sau đây sẽ được liệt kê như sau (tất cả các sự kiện hồ bơi đều diễn ra trong thời gian dài và khoảng cách được tính bằng mét trừ khi được nêu rõ):
- Bơi tự do: 50, 100, 200, 400, 800 và 1500.
- Bơi ngửa: 100 và 200.
- Bơi ếch:  100 và 200.
- Bơi bướm: 100 và 200
- Bơi hỗn hợp: 200 và 400
- Bơi tiếp sức: 4x100 tự do, 4x200 tự do, 4x100 hỗn hợp.
- Bơi marathon: 10 km.

## Lịch thi đấu
Không giống như các kỳ Thế vận hội trước, lịch trình của chương trình bơi lội sẽ diễn ra theo hai phân đoạn. Đối với các sự kiện hồ bơi, prelims sẽ được tổ chức vào buổi tối, với các trận bán kết và chung kết vào buổi sáng hôm sau, kéo dài một ngày giữa các trận bán kết và chung kết trong các sự kiện có bán kết. Sự thay đổi của các trận chung kết buổi sáng bình thường và trận chung kết buổi tối (sang buổi tối buổi tối và trận chung kết buổi sáng) sẽ xảy ra cho các Thế vận hội này do đài truyền hình Hoa Kỳ NBC đưa ra yêu cầu trước (do các khoản phí đáng kể NBC đã trả cho bản quyền Thế vận hội, IOC đã cho phép NBC có ảnh hưởng đến việc lên lịch sự kiện để tối đa hóa xếp hạng truyền hình Hoa Kỳ khi có thể; NBC đã đồng ý gia hạn hợp đồng trị giá 7,75 tỷ đô la vào ngày 7 tháng 5 năm 2014, để phát sóng Thế vận hội 2032, cũng là một trong những nguồn doanh thu chính cho IOC), để các trận chung kết của sự kiện có thể được chiếu trực tiếp tại Hoa Kỳ.
| H | Đợt | ½ | Bán kết | F | Chung kết |

M = Morning session, starting at 10:30 local time (01:30 UTC).

E = Evening session, starting at 19:00 local time (10:00 UTC).
| Ngày →                       | 24 tháng 7 | 24 tháng 7 | 25 tháng 7 | 25 tháng 7 | 26 tháng 7 | 26 tháng 7 | 27 tháng 7 | 27 tháng 7 | 28 tháng 7 | 28 tháng 7 | 29 tháng 7 | 29 tháng 7 | 30 tháng 7 | 30 tháng 7 | 31 tháng 7 | 31 tháng 7 | 1 tháng 8 | 1 tháng 8 | 5 tháng 8 | 5 tháng 8 |
| Nội dung ↓                   | M          | E          | M          | E          | M          | E          | M          | E          | M          | E          | M          | E          | M          | E          | M          | E          | M         | E         | M         | E         |
| ---------------------------- | ---------- | ---------- | ---------- | ---------- | ---------- | ---------- | ---------- | ---------- | ---------- | ---------- | ---------- | ---------- | ---------- | ---------- | ---------- | ---------- | --------- | --------- | --------- | --------- |
| Bơi tự do 50 m               |            |            |            |            |            |            |            |            |            |            |            |            |            | H          | ½          |            | F         |           |           |           |
| Bơi tự do 100 m              |            |            |            |            |            |            |            | H          | ½          |            | F          |            |            |            |            |            |           |           |           |           |
| Bơi tự do 200 m              |            |            |            | H          | ½          |            | F          |            |            |            |            |            |            |            |            |            |           |           |           |           |
| Bơi tự do 400 m              |            | H          | F          |            |            |            |            |            |            |            |            |            |            |            |            |            |           |           |           |           |
| Bơi tự do 800 m              |            |            |            |            |            |            |            | H          |            |            | F          |            |            |            |            |            |           |           |           |           |
| Bơi tự do 1500 m             |            |            |            |            |            |            |            |            |            |            |            |            |            | H          |            |            | F         |           |           |           |
| Bơi ngửa 100 m               |            |            |            | H          | ½          |            | F          |            |            |            |            |            |            |            |            |            |           |           |           |           |
| Bơi ngửa 200 m               |            |            |            |            |            |            |            |            |            | H          | ½          |            | F          |            |            |            |           |           |           |           |
| Bơi ếch 100 m                |            | H          | ½          |            | F          |            |            |            |            |            |            |            |            |            |            |            |           |           |           |           |
| Bơi ếch 200 m                |            |            |            |            |            |            |            | H          | ½          |            | F          |            |            |            |            |            |           |           |           |           |
| Bơi bướm 100 m               |            |            |            |            |            |            |            |            |            |            |            | H          | ½          |            | F          |            |           |           |           |           |
| Bơi bướm 200 m               |            |            |            |            |            | H          | ½          |            | F          |            |            |            |            |            |            |            |           |           |           |           |
| Bơi hỗn hợp cá nhân 200 m    |            |            |            |            |            |            |            |            |            | H          | ½          |            | F          |            |            |            |           |           |           |           |
| Bơi hỗn hợp cá nhân 400 m    |            | H          | F          |            |            |            |            |            |            |            |            |            |            |            |            |            |           |           |           |           |
| Bơi tiếp sức tự do 4x100 m   |            |            |            | H          | F          |            |            |            |            |            |            |            |            |            |            |            |           |           |           |           |
| Bơi tiếp sức tự do 4x200 m   |            |            |            |            |            |            |            | H          | F          |            |            |            |            |            |            |            |           |           |           |           |
| Bơi tiếp sức hỗn hợp 4x100 m |            |            |            |            |            |            |            |            |            |            |            |            |            | H          |            |            | F         |           |           |           |
| Bơi ngoài trời 10 km         |            |            |            |            |            |            |            |            |            |            |            |            |            |            |            |            |           |           | F         |           |

| Date →                       | Jul 24 | Jul 24 | Jul 25 | Jul 25 | Jul 26 | Jul 26 | Jul 27 | Jul 27 | Jul 28 | Jul 28 | Jul 29 | Jul 29 | Jul 30 | Jul 30 | Jul 31 | Jul 31 | Aug 1 | Aug 1 | Aug 4 | Aug 4 |
| Event ↓                      | M      | E      | M      | E      | M      | E      | M      | E      | M      | E      | M      | E      | M      | E      | M      | E      | M     | E     | M     | E     |
| ---------------------------- | ------ | ------ | ------ | ------ | ------ | ------ | ------ | ------ | ------ | ------ | ------ | ------ | ------ | ------ | ------ | ------ | ----- | ----- | ----- | ----- |
| Bơi tự do 50 m               |        |        |        |        |        |        |        |        |        |        |        |        |        | H      | ½      |        | F     |       |       |       |
| Bơi tự do 100 m              |        |        |        |        |        |        |        |        |        | H      | ½      |        | F      |        |        |        |       |       |       |       |
| Bơi tự do 200 m              |        |        |        |        |        | H      | ½      |        | F      |        |        |        |        |        |        |        |       |       |       |       |
| Bơi tự do 400 m              |        |        |        | H      | F      |        |        |        |        |        |        |        |        |        |        |        |       |       |       |       |
| Bơi tự do 800 m              |        |        |        |        |        |        |        |        |        |        |        | H      |        |        | F      |        |       |       |       |       |
| Bơi tự do 1500 m             |        |        |        |        |        | H      |        |        | F      |        |        |        |        |        |        |        |       |       |       |       |
| Bơi ngửa 100 m               |        |        |        | H      | ½      |        | F      |        |        |        |        |        |        |        |        |        |       |       |       |       |
| Bơi ngửa 200 m               |        |        |        |        |        |        |        |        |        |        |        | H      | ½      |        | F      |        |       |       |       |       |
| Bơi ếch 100 m                |        |        |        | H      | ½      |        | F      |        |        |        |        |        |        |        |        |        |       |       |       |       |
| Bơi ếch 200 m                |        |        |        |        |        |        |        |        |        | H      | ½      |        | F      |        |        |        |       |       |       |       |
| Bơi bướm 100 m               |        | H      | ½      |        | F      |        |        |        |        |        |        |        |        |        |        |        |       |       |       |       |
| Bơi bướm 200 m               |        |        |        |        |        |        |        | H      | ½      |        | F      |        |        |        |        |        |       |       |       |       |
| Bơi hỗn hợp cá nhân 200 m    |        |        |        |        |        | H      | ½      |        | F      |        |        |        |        |        |        |        |       |       |       |       |
| Bơi hỗn hợp cá nhân 400 m    |        | H      | F      |        |        |        |        |        |        |        |        |        |        |        |        |        |       |       |       |       |
| Bơi tiếp sức tự do 4x100 m   |        | H      | F      |        |        |        |        |        |        |        |        |        |        |        |        |        |       |       |       |       |
| Bơi tiếp sức tự do 4x200 m   |        |        |        |        |        |        |        |        |        | H      | F      |        |        |        |        |        |       |       |       |       |
| Bơi tiếp sức hỗn hợp 4x100 m |        |        |        |        |        |        |        |        |        |        |        |        |        | H      |        |        | F     |       |       |       |
| Bơi ngoài trời 10 km         |        |        |        |        |        |        |        |        |        |        |        |        |        |        |        |        |       |       | F     |       |

| Date →                       | Jul 24 | Jul 24 | Jul 25 | Jul 25 | Jul 26 | Jul 26 | Jul 27 | Jul 27 | Jul 28 | Jul 28 | Jul 29 | Jul 29 | Jul 30 | Jul 30 | Jul 31 | Jul 31 | Aug 1 | Aug 1 | Aug 4 | Aug 4 |
| Event ↓                      | M      | E      | M      | E      | M      | E      | M      | E      | M      | E      | M      | E      | M      | E      | M      | E      | M     | E     | M     | E     |
| ---------------------------- | ------ | ------ | ------ | ------ | ------ | ------ | ------ | ------ | ------ | ------ | ------ | ------ | ------ | ------ | ------ | ------ | ----- | ----- | ----- | ----- |
| Bơi tiếp sức hỗn hợp 4x100 m |        |        |        |        |        |        |        |        |        |        |        | H      |        |        | F      |        |       |       |       |       |

## Vòng đấu loại
Lỗi: không có trang nào được chỉ định (trợ giúp).

### Nội dung bơi cá nhân
Liên đoàn Bơi lội Thế giới quyết định thời gian vòng đấu loại cho nội dung bơi cá nhân. Thời gian tuyển chọn bao gồm 2 phần: Thời gian đấu loại Olympic "Olympic Qualifying Time" (OQT) và Thời gian Tuyển chọn Olympic "Olympic Selection time" (OST). Mỗi quốc gia được cử 2 vận động viên bơi lội đại diện cho mình tham dự 2 sự kiện nói trên, bất kỳ vận động viên nào đáp ứng thời gian "đủ điều kiện" sẽ được tham gia sự kiện cho Thế vận hội; một vận động viên bơi lội đáp ứng tiêu chuẩn "lời mời" đã đủ điều kiện để tham gia và mục nhập của họ được phân bổ / điền vào bảng xếp hạng. Nếu một quốc gia không có vận động viên bơi lội nào đáp ứng được một trong các tiêu chuẩn đủ điều kiện, thì quốc gia đó có thể đã nhập một nam và một nữ. Nếu một quốc gia không nhận được điểm phân bổ nhưng có ít nhất một vận động viên bơi lội đáp ứng tiêu chuẩn đủ điều kiện có thể đã lọt vào danh sách vận động viên bơi lội có thứ hạng cao nhất.

### Nội dung bơi tiếp sức
Mỗi nội dung bơi tiếp sức có 16 đội, bao gồm:
- 12: mười hai người về đích nhanh nhất tại Giải vô địch Bơi lội Thế giới trong mỗi nội dung bơi tiếp sức.
- 4: bốn đội không qua được vòng loại nhanh nhất, dựa trên thành tích trong 15 tháng trước khi Thế vận hội diễn ra.

### Nội dung bơi ngoài trời
Cuộc đua 10 km nam và nữ có 25 vận động viên bơi lội:
- 10: mười vận động viên có kết quả cao nhất tại Giải vô địch Bơi lội Thế giới năm 2019.
- 9: chín vận động viên có kết quả cao nhất tại Vòng loại Bơi lội Marathon Olympic 2020.
- 5: một đại diện từ mỗi Liên đoàn Bơi cấp châu lục (châu Á, châu Phi, châu Âu, châu Mỹ và châu Đại Dương).
- 1: từ nước chủ nhà Nhật Bản nếu không bị loại từ các tiêu chuẩn trên. Nếu Nhật Bản đã có một vòng loại trong cuộc đua, thì vị trí này được phân bổ trở lại vào nhóm chung từ cuộc đua vòng loại Olympic 2020.

## Participation

### Participating nations
Japan, as the host country, receives guaranteed quota place in case it would not qualify any qualification places.

## Tổng kết huy chương

### Bảng huy chương
| Hạng                | Đoàn                     | Vàng | Bạc | Đồng  | Tổng số |
| ------------------- | ------------------------ | ---- | --- | ----- | ------- |
| 1                   | Hoa Kỳ (USA)             | 11   | 10  | 1e+21 | 1e+21   |
| 2                   | Úc (AUS)                 | 9    | 3   | 9     | 21      |
| 3                   | Anh Quốc (GBR)           | 4    | 3   | 1     | 8       |
| 4                   | Trung Quốc (CHN)         | 3    | 2   | 1     | 6       |
| 5                   | Ủy ban Olympic Nga (ROC) | 2    | 2   | 1     | 5       |
| 6                   | Nhật Bản (JPN)           | 2    | 1   | 0     | 3       |
| 7                   | Canada (CAN)             | 1    | 3   | 2     | 6       |
| 8                   | Hungary (HUN)            | 1    | 2   | 0     | 3       |
| 9                   | Nam Phi (RSA)            | 1    | 1   | 0     | 2       |
| 10                  | Brasil (BRA)             | 1    | 0   | 2     | 3       |
| 10                  | Đức (GER)                | 1    | 0   | 2     | 3       |
| 12                  | Tunisia (TUN)            | 1    | 0   | 0     | 1       |
| 13                  | Hà Lan (NED)             | 0    | 3   | 0     | 3       |
| 14                  | Ý (ITA)                  | 0    | 2   | 5     | 7       |
| 15                  | Hồng Kông (HKG)          | 0    | 2   | 0     | 2       |
| 16                  | Ukraina (UKR)            | 0    | 1   | 1     | 2       |
| 17                  | Pháp (FRA)               | 0    | 1   | 0     | 1       |
| 17                  | Thụy Điển (SWE)          | 0    | 1   | 0     | 1       |
| 19                  | Thụy Sĩ (SUI)            | 0    | 0   | 2     | 2       |
| 20                  | Phần Lan (FIN)           | 0    | 0   | 1     | 1       |
| 20                  | Đan Mạch (DEN)           | 0    | 0   | 1     | 1       |
| Tổng số (21 đơn vị) | Tổng số (21 đơn vị)      | 37   | 37  | 1e+21 | 1e+21   |

### Nam
a  Những vận động viên bơi lội chỉ tham gia vòng loại và nhận huy chương.

### Nữ
| Đại hội | Vàng | Vàng         | Bạc | Bạc        | Đồng | Đồng       |
| --- | --- | ------------ | --- | ---------- | --- | ---------- |
| 50 m tự do | Emma McKeon · Úc | OR           | Sarah Sjöström · Thụy Điển | 24.07      | Pernille Blume · Đan Mạch | 24.21      |
| 100 m tự do | Emma McKeon · Úc | 51.96 OR, OC | Siobhán Haughey · Hồng Kông | 52.27 AS   | Cate Campbell · Úc | 52.52      |
| 200 m tự do | Ariarne Titmus · Úc | 1:53.50 OR   | Siobhán Haughey · Hồng Kông | 1:53.92 AS | Penny Oleksiak · Canada | 1:54.70    |
| 400 m tự do | Ariarne Titmus · Úc | 3:56.69 OC   | Katie Ledecky · Hoa Kỳ | 3:57.36    | Li Bingjie · Trung Quốc | 4:01.08 AS |
| 800 m tự do | Katie Ledecky · Hoa Kỳ | 8:12.57      | Ariarne Titmus · Úc | 8:13.83 OC | Simona Quadarella · Ý | 8:18.35    |
| 1500 m tự do | Katie Ledecky · Hoa Kỳ | 15:37.34     | Erica Sullivan · Hoa Kỳ | 15:41.41   | Sarah Köhler · Đức | 15:42.91   |
| | |              | |            | |            |
| 100 m ngửa | Kaylee McKeown · Úc | 57.47 OR     | Kylie Masse · Canada | 57.72      | Regan Smith · Hoa Kỳ | 58.05      |
| 200 m ngửa | Kaylee McKeown · Úc | 2:04.68      | Kylie Masse · Canada | 2:05.42    | Emily Seebohm · Úc | 2:06.17    |
| | |              | |            | |            |
| 100 m ếch | Lydia Jacoby · Hoa Kỳ | 1:04.95      | Tatjana Schoenmaker · Nam Phi | 1:05.22    | Lilly King · Hoa Kỳ | 1:05.54    |
| 200 m ếch | Tatjana Schoenmaker · Nam Phi | 2:18.95 WR   | Lilly King · Hoa Kỳ | 2:19.92    | Annie Lazor · Hoa Kỳ | 2:20.84    |
| | |              | |            | |            |
| 100 m bướm | Maggie Mac Neil · Canada | 55.59 AM     | Zhang Yufei · Trung Quốc | 55.64      | Emma McKeon · Úc | 55.72 OC   |
| 200 m bướm | Zhang Yufei · Trung Quốc | 2:03.86 OR   | Regan Smith · Hoa Kỳ | 2:05.30    | Hali Flickinger · Hoa Kỳ | 2:05.65    |
| | |              | |            | |            |
| 200 m hỗn hợp cá nhân | Yui Ohashi · Nhật Bản | 2:08.52      | Alex Walsh · Hoa Kỳ | 2:08.65    | Kate Douglass · Hoa Kỳ | 2:09.04    |
| 400 m hỗn hợp cá nhân | Yui Ohashi · Nhật Bản | 4:32.08      | Emma Weyant · Hoa Kỳ | 4:32.76    | Hali Flickinger · Hoa Kỳ | 4:34.90    |
| | |              | |            | |            |
| 4 × 100 m tiếp sức tự do | Úc · Bronte Campbell (53.01) · Meg Harris (53.09) · Emma McKeon (51.35) · Cate Campbell (52.24) · Mollie O'Callaghan[b] · Madison Wilson[b]                            | 3:29.69 WR   | Canada · Kayla Sanchez (53.42) · Maggie Mac Neil (53.47) · Rebecca Smith (53.63) · Penny Oleksiak (52.26) · Taylor Ruck[b]                                                | 3:32.78    | Hoa Kỳ · Erika Brown (54.02) · Abbey Weitzeil (52.68) · Natalie Hinds (53.15) · Simone Manuel (52.96) · Catie DeLoof[b] · Allison Schmitt[b] · Olivia Smoliga[b]                        | 3:32.81    |
| 4 × 200 m tiếp sức tự do | Trung Quốc · Yang Junxuan (1:54.37) · Tang Muhan (1:55.00) · Zhang Yufei (1:55.66) · Li Bingjie (1:55.30) · Dong Jie[b] · Zhang Yifan[b]                               | 7:40.33 WR   | Hoa Kỳ · Allison Schmitt (1:56.34) · Paige Madden (1:55.25) · Katie McLaughlin (1:55.38) · Katie Ledecky (1:53.76) · Brooke Forde[b] · Bella Sims[b]                      | 7:40.73 AM | Úc · Ariarne Titmus (1:54.51) · Emma McKeon (1:55.31) · Madison Wilson (1:55.62) · Leah Neale (1:55.85) · Tamsin Cook[b] · Meg Harris[b] · Mollie O'Callaghan[b] · Brianna Throssell[b] | 7:41.29 OC |
| 4 × 100 m tiếp sức hỗn hợp | Úc · Kaylee McKeown (58.01) · Chelsea Hodges (1:05.57) · Emma McKeon (55.91) · Cate Campbell (52.11) · Emily Seebohm[b] · Brianna Throssell[b] · Mollie O'Callaghan[b] | 3:51.60 OR   | Hoa Kỳ · Regan Smith (58.05) · Lydia Jacoby (1:05.03) · Torri Huske (56.16) · Abbey Weitzeil (52.49) · Rhyan White[b] · Lilly King[b] · Claire Curzan[b] · Erika Brown[b] | 3:51.73    | Canada · Kylie Masse (57.90) · Sydney Pickrem (1:07.17) · Maggie Mac Neil (55.27) · Penny Oleksiak (52.26) · Taylor Ruck[b] · Kayla Sanchez[b]                                          | 3:52.60    |
| | |              | |            | |            |
| 10 km ngoài trời | Ana Marcela Cunha · Brasil | 1:59:30.8    | Sharon van Rouwendaal · Hà Lan | 1:59:31.7  | Kareena Lee · Úc | 1:59:32.5  |
| AF Kỷ lục châu Phi \| AM Kỷ lục châu Mỹ \| AS Kỷ lục châu Á \| ER Kỷ lục châu Âu \| OC Kỷ lục châu Đại Dương \| OR Kỷ lục Olympic \| WJR Kỷ lục trẻ thế giới \| WR Kỷ lục thế giới NR Kỷ lục quốc gia (Bất kỳ kỷ lục thế giới nhất thiết cũng là một kỷ lục Olympic, khu vực và quốc gia. Kỷ lục khu vực (đối với các vùng lục địa) cũng là kỷ lục quốc gia.) | |              | |            | |            |

b  Những vận động viên bơi lội chỉ tham gia vòng loại và nhận huy chương.

### Tiếp sức nam nữ
c  Những vận động viên bơi lội chỉ tham gia vòng loại và nhận huy chương.